# Gene Gerrard
Gene Gerrard (31 de agosto de 1892 – 1 de junho de 1971) foi um ator britânico de cinema e teatro, e ocasionalmente diretor. Antes de iniciar sua carreira artística, trabalhava na alfaiataria de seu pai no centro de Londres. Seu primeiro contato com o filme ocorreu em 1912, trabalhando para a Hepworth Company, até em meados da Primeira Guerra Mundial.
Também diretor e roteirista, estrelou diferentes comédias musicais, embora na década de 1930, ele decidiu voltar à sua atividade teatral.
Faleceu em Sidmouth, Inglaterra, em 1971.

## Filmografia selecionada
Ator
- Let's Love and Laugh (1931)
- Out of the Blue (1931)
- Brother Alfred (1932)
- The Love Nest (1933)
- It's a Bet (1935)
- Royal Cavalcade (1935)
- Joy Ride (1935)
- The Guv'nor (1935)
- There Goes Susie (1935)
- Faithful (1936)
- Such Is Life (1936)
- Wake Up Famous (1937)
- Glamour Girl (1938)

Diretor
- Out of the Blue (1931)
- Lucky Girl (1932)
- Let Me Explain, Dear (1931)
- Wake Up Famous (1937)
- It's in the Blood (1938)

Roteirista
- Let Me Explain, Dear (1932)
- Lucky Girl (1932)
- The Love Nest (1933)
- Leave It to Me (1933)